# Опортјунити (марсовски ровер)
Опортјунити (енгл. Opportunity, у преводу прилика), познат и под називима MER-B (енгл. Mars Exploration Rover–B) или MER-1, је роботизовани марсовски ровер који истражује Марс од 2004. године. Један је од два ровера у склопу мисије Ровери за истраживање Марса агенције НАСА. Ровери су конструисани тако да издрже 90 сола (марсовских дана) на површини планете. Агенција НАСА је 28. јула 2014. објавила да је ровер Опортјунити, након што је превалио преко 40 km на површини црвене планете, поставио нови „ванземаљски“ рекорд као ровер који је превалио највећу раздаљину на неком небеском телу ван Земље. Претходни рекорд држао је совјетски ровер Луноход 2 који је превалио око 39 km на површини Месеца.
Почетком фебруара 2015. године објављено је да у нацрту буџета агенције НАСА за 2016. годину нема средстава намењених за наставак мисије ровера Опортјунити. Дејвд Раџановски, финансијски директор агенције, објаснио је да би ово значило крај мисије, уколико се не пронађу додатна средства којима би се мисија продужила. Слично се догодило и годину дана раније, али је мисија ипак прoдужена. Једна од опција је и да се финансирање мисије пребаци са агенције НАСА на неку другу институцију (универзитет или лабораторију), или да се мисија финансира приватним средствима. Окончање мисије највероватније је повезано са проблемима меморијског модула ровера, који су почели у децембру 2014. године. Пошто ровер не може да складишти фотографије и податке осталих инструмената, сви подаци се морају одмах слати на Земљу, тако да је капацитет за истраживање ровера знатно смањен. Инжењери се ипак надају да ће успеди да реше овај проблем, и да ће се обезбедити средства за наставак мисије. До краја јануара 2015. ровер Опортјунити је по површини Марса прешао пут од 41,88 km.